# Cottus nozawae
Cottus nozawae är en fiskart som beskrevs av Snyder, 1911. Cottus nozawae ingår i släktet Cottus och familjen simpor. Inga underarter finns listade i Catalogue of Life.